# Número de Richardson
En mecánica de fluidos, el número de Richardson (Ri) es un número adimensional que expresa la relación entre la energía potencial y la energía cinética de un fluido. Es más frecuente utilizar el recíproco de la raíz cuadrada del número de Richardson, conocido como número de Froude.

## Etimología
El número de Richardson se llama así en honor a Lewis Fry Richardson (1881-1953)

## Descripción
Se define de muchas formas::
{\displaystyle \mathrm {Ri} ={\frac {g\,\beta \,\Delta T\,L_{c}}{v^{2}}}}
{\displaystyle \mathrm {Ri} ={\frac {\text{Energía potencial}}{\text{Energía cinética}}}}
{\displaystyle \mathrm {Ri} ={\frac {m\ g\ h}{m\ u^{2}}}}
| Símbolo                       | Nombre                             | Unidad |
| ----------------------------- | ---------------------------------- | ------ |
| {\displaystyle \mathrm {Ri} } | Número de Richardson               |        |
| {\displaystyle g}             | Aceleración de la gravedad         | m / s2 |
| {\displaystyle h}             | Longitud característica vertical   | m      |
| {\displaystyle u}             | Velocidad característica del flujo | m / s  |

Al considerar flujos con diferenciales de densidad pequeños (aproximación de Boussinesq), es común utilizar la gravedad reducida g'  y el parámetro relevante es el número densimétrico de Richardson que se utiliza en el estudio de flujos oceánicos o atmosféricos.
| Símbolo                       | Nombre                              | Unidad  | Fórmula                                                    |
| ----------------------------- | ----------------------------------- | ------- | ---------------------------------------------------------- |
| {\displaystyle \mathrm {Ri} } | Número de Richardson                |         |                                                            |
| {\displaystyle g'}            | Aceleración de la gravedad reducida | m / s2  | {\displaystyle g'={\frac {(\rho _{l}-\rho _{u})g}{\rho }}} |
| {\displaystyle g}             | Aceleración de la gravedad          | m / s2  |                                                            |
| {\displaystyle \rho _{u}}     | Densidad de agua caliente (Up)      | kg / m3 |                                                            |
| {\displaystyle \rho _{l}}     | Densidad de agua fría (Low)         | kg / m3 |                                                            |
| {\displaystyle \rho }         | Densidad                            | kg / m3 |                                                            |
| {\displaystyle h}             | Longitud característica vertical    | m       |                                                            |
| {\displaystyle u}             | Velocidad característica del flujo  | m / s   |                                                            |

Si el número Richardson es mucho menor a la unidad, la flotación es poco importante en el flujo. Si es mucho más grande que la unidad, la flotación es dominante en el sentido que hay insuficiente energía cinética para homogeneizar el fluido.

## Aviación
En aviación, el número de Richardson se usa como una medición aproximada de la turbulencia esperada. Un valor inferior a la unidad indica un alto grado de turbulencia.

## Convección térmica
En los problemas de convección térmica, el número de Richardson representa la importancia de la convección natural en relación con la convección forzada. El número de Richardson en este contexto se define como
{\displaystyle \mathrm {Ri} ={\frac {g\beta (T_{\text{hot}}-T_{\text{ref}})L}{V^{2}}}}
donde «g» es la aceleración gravitatoria, {\displaystyle \beta } es el coeficiente de expansión térmica, «T»hot es la temperatura de la pared caliente, «T»ref es la temperatura de referencia, «L» es la longitud característica y «V» es la velocidad característica.
El número de Richardson también se puede expresar utilizando una combinación del número de Grashof y el número de Reynolds,
{\displaystyle \mathrm {Ri} ={\frac {\mathrm {Gr} }{\mathrm {Re} ^{2}}}.}
Normalmente, la convección natural es insignificante cuando Ri < 0,1, la convección forzada es insignificante cuando Ri > 10, y ninguna de las dos es insignificante cuando 0,1 < Ri < 10. Cabe señalar que, por lo general, la convección forzada es grande en relación con la convección natural, excepto en el caso de velocidades de flujo forzado extremadamente bajas. Sin embargo, la flotabilidad suele desempeñar un papel importante en la definición de la transición laminar-turbulenta de un flujo de convección mixta. En el diseño de tanques de almacenamiento de energía térmica llenos de agua, el número de Richardson puede ser útil.

## Oceanografía
En oceanografía, el número de Richardson tiene una forma más general que indica estratificación. Es una medida de la relativa importancia de los efectos mecánicos y de densidad en una columna de agua.
| Símbolo                       | Nombre                      | Unidad |
| ----------------------------- | --------------------------- | ------ |
| {\displaystyle \mathrm {Ri} } | Número de Richardson        |        |
| {\displaystyle N}             | Frecuencia de Brunt-Väisälä | s-1    |
| {\displaystyle du/dz}         |                             | s-1    |